# 동부산관광단지
동부산관광단지(東釜山觀光團地, 영어: East Busan Tourism Complex, EBTC)는 부산광역시 기장군 기장읍 당사리와 시랑리에 부산도시공사가 조성 중인 종합관광단지이다.

## 사업 진행
- 1999년 12월 : 건설교통부의 제4차 국토종합계획에 반영
- 2005년 3월 9일 : 동부산관광단지로 지정[1]
- 2006년 3월 23일 : 관광 단지 개발 기본 협약 체결 (부산광역시-부산도시공사)
- 2009년 3월 27일 : 지장물 보상 착수
- 2010년 3월 : 부지 공사 착수[2]
- 2010년 5월 6일 : 운동 휴양 지구 사업 협약 체결 (부산도시공사-동부산S＆R컨소시엄)
- 2011년 12월 26일 : 국립부산과학관 계약 체결[3]
- 2013년 5월 9일 : 국립부산과학관 착공[4]
- 2013년 10월 23일 : 개발사업자 공모[5]
- 2013년 8월 : 아쿠아월드 협약 체결
- 2014년 12월 23일 : 롯데몰 동부산점 개업[6]
- 2015년 12월 11일 : 국립부산과학관 개업
- 2016년 5월 3일 : 테마파크 개발 협약 체결 및 관광단지 통합브랜드 오시리아(OSIRIA) 선포[7]

## 시설
- 롯데프리미엄아울렛 동부산점
  - 롯데시네마 동부산아울렛점
  - 롯데마트 동부산점
- 롯데월드 어드벤처 부산
- 미식일상 F&B몰 GS리테일
- 메종 롯데몰 동부산
- 스카이라인루지
- 국립부산과학관
- 이케아

## 교통
도로 교통의 경우 2016년 4월 1일 동해고속도로의 동부산 나들목이 개통하였으며, 이 나들목의 진입로는 동부산관광로로 연결되어 단지로 곧바로 들어갈 수 있다. 관광단지 동쪽에는 기장해안로가 지난다.
철도 교통의 경우 단지 입구에 동해선 광역전철인 오시리아역이 건설되어 2016년 12월 30일부터 이용할 수 있다. 이 밖에 해운대 신시가지에 있는 장산역에서 종착하는 부산 도시철도 2호선을 기장읍 시랑리를 지나 기장역까지 연장하는 ‘동부산선’의 건설 계획이 존재한다.